# 北京路 (合肥)
北京路，是中国安徽省合肥市的一条南北向干道，得名自中华人民共和国首都北京市，北于南二环路接铜陵北路，南抵锦绣大道后分为江苏路和浙江路，全长8.1公里。北京路经过繁华大道、大连路、延安路、花园大道、黄河路、锦绣大道等道路。